# 5744 Yorimasa
5744 Yorimasa è un asteroide della fascia principale. Scoperto nel 1990, presenta un'orbita caratterizzata da un semiasse maggiore pari a 2,2209852 UA e da un'eccentricità di 0,1400954, inclinata di 4,83806° rispetto all'eclittica.